# İnayet Giray
İnayet Giray, född okänt år, död 1637, var Krimkhanatets khan 1635–1637. 